# Verwaltungsgemeinschaft Uichteritz
Die Verwaltungsgemeinschaft Uichteritz bestand bis zum 1. Januar 2005 im Landkreis Weißenfels in Sachsen-Anhalt. Der Verwaltungssitz befand sich in Uichteritz.

## Mitgliedsgemeinden
Zur VG Uichteritz gehörten die folgenden vier Mitgliedsgemeinden:
- Goseck
- Markwerben
- Storkau
- Uichteritz

## Geschichte
Die Auflösung der Verwaltungsgemeinschaft erfolgte am 1. Januar 2005 durch die Zusammenlegung mit der ebenfalls aufgelösten Verwaltungsgemeinschaft Großkorbetha zur neuen Verwaltungsgemeinschaft Saaletal. Die Gemeinde Markwerben bildete dagegen mit der Einheitsgemeinde Weißenfels die neue Verwaltungsgemeinschaft Weißenfelser Land.